# Enrique Marshall Silva
Enrique Marshall Silva (Talca, 24 de febrero de 1921-Santiago, 4 de septiembre de 1986) fue un abogado chileno. Ocupó el cargo de Superintendente de Bancos en dos ocasiones, entre 1969 y 1970, y entre 1973 y 1974.

## Familia y estudios
Nace en la ciudad de Talca el 24 de febrero de 1921. Es hijo de Jorge Marshall Henríquez y María Ester Silva Henríquez. Su hermano mayor, Jorge Marshall Silva, fue gerente del Departamento de Estudios del Banco Central de Chile, durante el gobierno del presidente Salvador Allende.
Estudió derecho en la Universidad Católica de Chile, y se graduó en 1947 con la tesis de grado: El recurso de inaplicabilidad: (inciso 2o. del artículo 86 de la constitución política del estado).
Casado con Filomena Rivera Cruchaga en 1950, tuvo siete hijos: Enrique, Victoria, Jorge, Santiago, Pablo, Pío y Guillermo.
Falleció en la ciudad de Santiago el 4 de septiembre de 1986.

## Trayectoria pública
En 1969 asumió como superintendente de Bancos e Instituciones Financieras de Chile en reemplazo de Raúl Varela Varela, fallecido en el ejercicio de su cargo. En ese instante, Marshall ocupaba el cargo de intendente en dicho organismo. El nombramiento fue comunicado mediante la Circular N° 911 de la Superintendencia de Bancos de 4 de agosto de 1969. Ocupó el cargo hasta 1970.
En 1973 asumió nuevamente como superintendente de Bancos en reemplazo de Héctor Behm Rosas. El nombramiento fue realizado por la dictadura de Augusto Pinochet Ugarte mediante la Circular N°1.128 de la Superintendencia de Bancos de 16 de septiembre de 1973. Ocupó el cargo hasta 1974.